# Партизански отряд „Смърт на фашизма“
Партизански отряд „Смърт на фашизма“ е подразделение на Шеста Ямболска въстаническа оперативна зона на т. нар. Народоосвободителна въстаническа армия (НОВА) по време на комунистическото партизанско движение в България (1941-1944). Действа в района на Сливен-Ямбол.
Първите комунистически партизани излизат в нелегалност през юли 1941 година. Формират партизанска група от 11 бойци. Командир на групата е Съби Димитров, политкомисар Иван Грудев. В края на 1941 г. при полицейска акция загиват пет партизани. 
След възстановяване и разрастване през лятото на 1942 г. е сформирана нова партизанска дружина. Наименувана е на загиналия командир Съби Димитров. Командир на дружината е Петър Георгиев. Съвместно с партизанска чета „Георги Георгиев“ през ноември води бой с полицейско подразделение. Успява да излезе от блокирания район с. Бинкос-Сливен.
През 1943 г. партизанската дружина „Съби Димитров“ прераства в отряд. Командир е Панайот Стефанов, политкомисар Георги Калчев. Води бой с армейски и жандармерийски подразделения в Градецкия балкан.
В началото на лятото на 1944 г. се прегрупира и наименува отряд „Смърт на фашизма“. Командир на отряда е Велислав Драмов, политкомисар Васил Зикулов. Провежда акция в с. Александрово и мина „Чумерна“.
На 18 юни 1944 г. отрядът напада войнишкия пост в местността „Абланово“ и се снабдява с оръжие и боеприпаси. На 15 юли 1944 г. отрядът води бой при с. Мокрен в местността Божурдере. Загиват двама партизани. На 3 август партизаните блокират с. Чубра, Карнобатско, раздават храни на хората и вземат пишеща машина за печатане на позиви. На 5 август 1944 г. води тричасово сражение с полицията край с. Везенково. Пробива обкръжението и напуска района на блокадата. Сред загиналите партизани е командира Велислав Драмов.  На 29 август 1944 г. отрядът влиза в с. Грозден и изземва оръжие, а на 30-и води сражение с правителствени поделения в с. Седларево. На следващия ден напада с. Ябланово и изгаря данъчни и полицейски книжа.
На 9 септември 1944 година установява властта на ОФ в гр. Ямбол и Ямболско.